# Merchant Ivory Productions
La Merchant Ivory Productions è una compagnia di produzione cinematografica fondata nel 1961 dal produttore indiano Ismail Merchant e dal regista statunitense James Ivory.

## Attività
La maggior parte dei film della compagnia sono prodotti da Merchant, diretti da Ivory, sceneggiati da Ruth Prawer Jhabvala e tratti da opere letterarie, in particolare di Henry James, E. M. Forster e della stessa Jhabvala.
Le opere più note sono Camera con vista (A Room with a View) (1985), vincitore di tre Premi Oscar (su otto nomination, fra cui miglior film e regista), Casa Howard (Howards End) (1992), vincitore di tre Premi Oscar (su nove nomination, fra cui miglior film e regista) e Quel che resta del giorno (The Remains of the Day) (1993), candidato a otto Premi Oscar. Si segnala anche Maurice (1987), tratto dall’omonimo romanzo di Edward Morgan Forster, unico ad essere pubblicato postumo su richiesta dell’autore nel 1971.

## Filmografia
(dove non indicato, il regista è James Ivory)
- Il capofamiglia (The Householder) (1963)
- The Delhi Way (1964)
- Shakespeare Wallah (1965)
- Il guru (The Guru) (1969)
- Il racconto di Bombay (Bombay Talkie) (1970)
- Adventures of a Brown Man in Search of Civilization (1972) (TV)
- Selvaggi (Savages) (1972)
- Helen, Queen of the Nautch Girls, regia di Anthony Korner (1973)
- Mahatma and the Mad Boy, regia di Ismail Merchant (1974)
- Autobiografia di una principessa (Autobiography of a Princess) (1975)
- Party selvaggio (The Wild Party) (1975)
- Sweet Sounds, regia di Richard Robbins (1976)
- Hullabaloo Over Georgie and Bonnie's Pictures (1976)
- Roseland (1977)
- The Five Forty-Eight (1979)
- Gli europei (The Europeans) (1979)
- Jane Austen a Manhattan (Jane Austen in Manhattan) (1980)
- Quartet (1981)
- The Courtesans of Bombay, regia di Ismail Merchant (1983) (TV)
- Calore e polvere (Heat and Dust) (1983)
- I bostoniani (The Bostonians) (1984)
- Camera con vista (A Room with a View) (1985)
- Maurice (1987)
- Sul filo dell'inganno (The Deceivers), regia di Nicholas Meyer (1988)
- The Perfect Murder, regia di Zafar Hai (1988)
- Schiavi di New York (Slaves of New York) (1989)
- The Ballad of the Sad Café, regia di Simon Callow (1990)
- Mr. & Mrs. Bridge (1990)
- Casa Howard (Howards End) (1992)
- Quel che resta del giorno (The Remains of the Day) (1993)
- Street Musicians of Bombay, regia di Richard Robbins (1994)
- In Custody, regia di Ismail Merchant (1994)
- Feast of July, regia di Christopher Menaul (1995)
- Jefferson in Paris (1995)
- The Proprietor, regia di Ismail Merchant (1996)
- Surviving Picasso - Sopravvivere a Picasso (Surviving Picasso) (1996)
- La figlia di un soldato non piange mai (A Soldier's Daughter Never Cries) (1998)
- Cotton Mary, regia di Ismail Merchant e Madhur Jaffrey (1999)
- The Golden Bowl (2001)
- The Mystic Masseur, regia di Ismail Merchant (2001)
- Le Divorce - Americane a Parigi (Le Divorce) (2003)
- Heights, regia di Chris Terrio (2005)
- La contessa bianca (The White Countess) (2005)
- Quella sera dorata (The City of Your Final Destination) (2009)